# Lights (album Archive)
Lights è il quinto album in studio degli Archive, pubblicato nel 2006.

## Tracce
1. Sane - 4:26 - (musica: Keeler - testo: Berrier, Griffiths) - Voce di Berrier
2. Sit Back Down - 6:36 (musica: Keeler, Griffiths - testo: Griffiths, Berrier) - Voce di Berrier
3. Veins - 4:01 (musica: Keeler - testo: Pen) - Voci di Pen e Maria
4. System - 4:01 (musica: Keeler- testo: Berrier, Griffiths) - Voce di Berrier
5. Fold - 4:37 (Keeler) - Voce di Berrier
6. Lights - 18:28 (musica: Keeler - testo: Griffiths, Berrier) - Voce di Berrier
7. I Will Fade - 3:08 (Griffiths) - Voce di Maria
8. Headlights - 3:32 (musica: Keeler, Griffiths - testo: Griffiths) - Voce di Berrier
9. Programmed - 5:45 (musica: Keeler, Griffiths - testo: Pen, Griffiths) - Voce di Pen
10. Black - 2:52 (musica: Keeler - testo: Pen) - Voce di Pen
11. Taste of Blood - 4:35 (musica: Keeler - testo: Berrier) - Voce di Berrier

## Formazione
- Darius Keeler - tastiere, pianoforte, piano elettrico, organo, sintetizzatori, programmazione, arrangiamenti
- Danny Griffiths - tastiere, effetti sonori, programmazione, arrangiamenti
- Pollard Berrier - voce, chitarra ritmica
- Dave Pen - voce, chitarra ritmica
- Maria Q - voce

### Membri aggiuntivi
- Steve Harris - chitarra, voce
- Steve "Smiley" Bernard - batteria, percussioni
- Lee Pomeroy - basso elettrico
- Adriano Northover, Phil Walton - sassofono
- Glen Gordon - tromba
- Caroline Hall - trombone